# Barichneumon muciallae
Barichneumon muciallae là một loài tò vò trong họ Ichneumonidae thuộc bộ Cánh màng. Tên khoa học của nó được công bố lần đầu vào năm 1930 bởi Wilkinson.